# Occidentali’s Karma
Occidentali’s Karma – utwór włoskiego piosenkarza Francesco Gabbaniego wydany 10 lutego 2017 roku pod szyldem wytwórni BMG. Piosenkę stworzyli Francesco Gabbani, Filippo Gabbani, Fabio Ilacqua i Luca Chiaravalli. 
11 lutego singiel wygrał 67. Festiwal Piosenki Włoskiej w San Remo, a potem został ogłoszony propozycją reprezentującą Włochy w 62. Konkursie Piosenki Eurowizji w 2017 roku.
Singel był notowany na 1. miejscu na włoskiej liście sprzedaży i został wyróżniony pięciokrotnym platynowym certyfikatem w tym kraju za przekroczenie progu 250 tysięcy sprzedanych kopii.
Do piosenki został zrealizowany teledysk, który miał premierę 9 lutego 2017 roku w serwisie YouTube. Klip wyreżyserował Gabriele Lucchetti.

## Historia utworu

### Geneza
Utwór skomponował Francesco Gabbani we współpracy z Filippo Gabbanim i Luką Chiaravallim, który napisał też tekst razem z Fabio Ilacquą. Słowa piosenki krytykują cywilizację zachodnią chcącą podbić kulturę wschodnią. W tekście utworu pojawiają się nawiązania m.in. do Buddy oraz Nirwany, a także do teorii ewolucji człowieka zaczerpniętej z książki „Wiek małpy” Desmonda Morrisa. W jednym z wywiadów Luca Chiaravalli, współtwórca i producent singla, rozważał dodanie kilku anglojęzycznych zwrotów do utworu, by był on zrozumiany przez międzynarodowych słuchaczy. 
Przed 62. Konkursem Piosenki Eurowizji utwór musiał zostać skrócony do ok. trzech minut. Autorzy musieli też usunąć z tekstu piosenki słowo „Chanel”, będące zarejestrowanym znakiem firmowym, co jest niezgodne z regulaminem konkursu. 17 marca zaprezentowała została nowa, skrócona wersja piosenki.

### Teledysk
9 lutego 2017 roku w serwisie YouTube ukazał się oficjalny teledysk do utworu. Za realizację materiału odpowiedzialni byli Gabriele Lucchetti i Nicola Bruschi. W klipie pojawia się postać małpy, będąca nawiązaniem do książki „Wiek małpy” Desmonda Morrisa. Trzy dni po premierze klip uzyskał prawie 4,5 miliona wyświetleń w serwisie Vevo, ustanawiając nowy rekord dziennej liczby odtworzeń włoskojęzycznego teledysku w tej platformie. W serwisie YouTube teledysk osiągnął wynik ponad 170 milionów odsłon (stan na grudzień 2017).

### Festiwal Piosenki Włoskiej w San Remo i Konkurs Piosenki Eurowizji
W grudniu 2016 roku Gabbani został ogłoszony jednym z finalistów 67. Festiwalu Piosenki Włoskiej w San Remo. 11 lutego 2017 roku piosenkarz zaprezentował utwór w finale imprezy i zajął pierwsze miejsce w głosowaniu widzów. Tego samego wieczora potwierdzono, że „Occidentali’s Karma” będzie propozycją reprezentującą Włochy w 62. Konkursie Piosenki Eurowizji organizowanego w Kijowie w maju 2017 roku. W finale 13 maja 2017 piosenka zajęła szóste miejsce (7. w głosowaniu jury oraz 6. w głosowaniu widzów).

### Odbiór i sukces komercyjny
Po premierze utwór „Occidentali’s Karma” zdobył wiele pozytywnych recenzji od krytyków. Po zwycięstwie na Festiwalu Piosenki Włoskiej w San Remo otrzymał kolejne dobre oceny. Piosenka zadebiutowała na pierwszym miejscu listy przebojów we Włoszech. W pierwszym tygodniu po premierze zyskał status złotej płyty w kraju, uzyskując wynik 47 175 ściągnięć, stając się tym samym najszybciej sprzedającym się singlem w kraju. W ciągu pierwszych dni po premierze piosenka została odtworzona w sieci 2,472 mln razy, co jest rekordem w historii włoskiego notowania przebojów.

## Lista utworów
- Digital download[11]

1. „Occidentali’s Karma” – 3:37

- CD single[1]

1. „Occidentali’s Karma” (Original Version) – 3:37
2. „Occidentali’s Karma” (Instrumental Version) – 3:37

- Digital download (Remixes)[12]

1. „Occidentali’s Karma” (Marc Benjamin & DNMKG Remix) –	4:12
2. „Occidentali’s Karma” (Benny Benassi & MazZz Remix) – 4:38
3. „Occidentali’s Karma” (Gabry Ponte Remix) – 5:10
4. „Occidentali’s Karma” (Addal Remix Edit) – 3:30
5. „Occidentali’s Karma” (DJ Ross & Savietto Remix) – 4:17
6. „Occidentali’s Karma” (Molella & Valentini Remix Edit) – 2:44
7. „Occidentali’s Karma” (Tyro Maniac Remix) – 3:33
8. „Occidentali’s Karma” (Simon From Deep Divas Radio Remix) – 3:37
9. „Occidentali’s Karma” (Ken Holland vs. Mess Remix Edit) – 3:29
10. „Occidentali’s Karma” (Wlady Remix Radio Edit) – 3:19

## Pozycje na listach przebojów
| Kraj       | Lista (2017)                | Najwyższa pozycja |
| ---------- | --------------------------- | ----------------- |
| Austria    | Singles Top 75              | 57                |
| Francja    | Top 200 Singles             | 110               |
| Hiszpania  | Top 20 Singles              | 14                |
| Szwecja    | Top 100 Singles             | 87                |
| Szwajcaria | Singles Top 100             | 25                |
| Węgry      | Single (track) Top 40 lista | 36                |
| Włochy     | Top 100 Singles             | 1                 |

## Certyfikaty
| Kraj          | Certyfikat         | Sprzedaż |
| ------------- | ------------------ | -------- |
| Włochy (FIMI) | 5× platynowa płyta | 250 000+ |